# Dom a škola
A Dom a škola (lapcímének magyar fordítása Ház és iskola) szlovák nyelven megjelenő pedagógiai szaklap volt a Magyar Királyságban. A havilap Karol Salva kiadásában jelent meg 1885 és 1897 között Turócszentmártonban, majd Rózsahegyen.